# Loretto (Minnesota)
Loretto – miasto w Stanach Zjednoczonych, w stanie Minnesota, w hrabstwie Hennepin.